# Ulrich Wilhelm Schwerin von Schwanenfeld

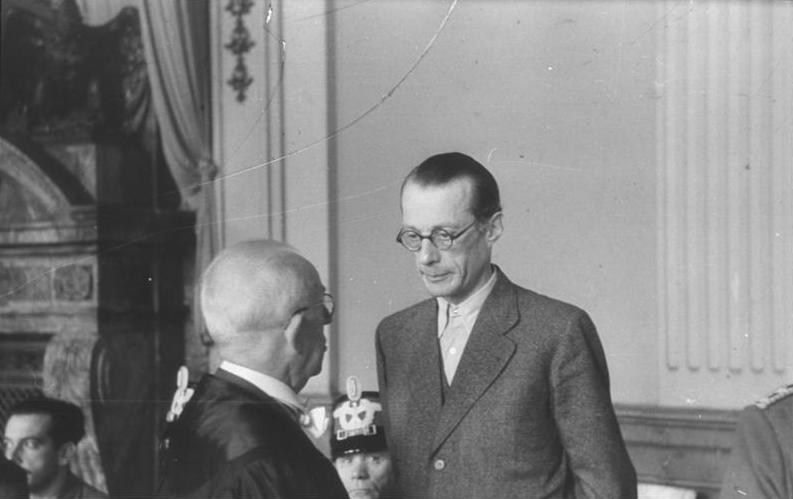
Schwerin von Schwanenfeld en el Tribunal del Pueblo o Volksgerichtshof.

Ulrich-Wilhelm Graf Schwerin von Schwanenfeld (Copenhague, 21 de diciembre de 1902 - Plötzensee, Berlín; 8 de septiembre de 1944) fue un terrateniente de la nobleza alemana, oficial y miembro de la Resistencia alemana al nazismo.

## Biografía
Hijo de un diplomático nació en Copenhague. Se graduó del convento de Roßleben en 1921 y estudió agronomía en Múnich. 
Testigo del Putsch de la Cervecería en 1923 detestaba el nacionalsocialismo.
Se graduó en Breslau en 1926 y pasó a administrar las propiedades de la familia.
En 1928 esposó a Marianne Sahm, hija de Heinrich Sahm, presidente del senado de Danzig.
En 1933 fue admitido en la Orden de San Juan del Bailiazgo de Brandeburgo, como caballero de honor, aunque después fue elevado al rango de caballero de justicia en la misma Orden.
Hacia 1935 estaba convencido de que Adolf Hitler debía morir. En 1938 desde la invasión de Checoslovaquia, Schwerin pertenecía a los círculos de la resistencia junto a sus amigos más allegados Peter Yorck von Wartenburg y Fritz-Dietlof Graf von der Schulenburg, y luego al Círculo de Kreisau. 
Al desatarse la Segunda Guerra Mundial fue llamado por la Wehrmacht como parte del equipo de Erwin von Witzleben. Schwerin fue transferido a Utrecht hasta marzo de 1943, luego Hans Oster lo convoca al Abwehr en Berlín.
Schwerin participa en el complot del 20 de julio de 1944 para asesinar a Hitler. Es arrestado al día siguiente, juzgado y condenado por el juez Roland Freisler. El inquisidor Freisler lo ridiculiza y humilla (le gritaba tanto que no se podía oír la voz del acusado), lo condena a la horca y es ajusticiado ese mismo día en la prisión de Plötzensee en Berlín.

## Literatura
- Detlef Graf von Schwerin, Die Jungen des 20. Juli 1944. Brücklmeier, Kessel, Schulenburg, Schwerin, Wussow, Yorck; Berlín 1991
- Hans-Joachim Ramm: ... stets einem Höheren verantwortlich. Christliche Grundüberzeugungen im innermilitärischen Widerstand gegen Hitler; Neuhausen u, Stuttgart (Hänssler) 1996 (ISBN 3-7751-2635-X)